# Progetto FICON

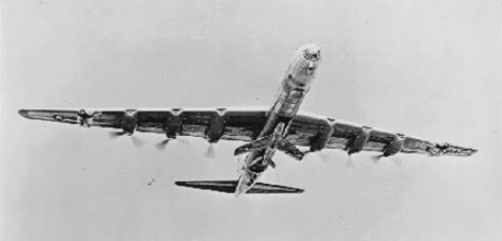
Un GRB-36 trasporta sotto la fusoliera un YRF-84F. USAF Museum Photo Archives

Il progetto FICON (dall'inglese FIghter (Caccia) CONveyor (trasporto)) era un programma sviluppato dalla USAF (United States Air Force) durante gli anni cinquanta per testare la fattibilità d'impiegare un cacciabombardiere Republic F-84 come caccia parassita a bordo di un bombardiere Convair B-36.

## Origine del progetto
Nonostante il fallimento del programma relativo al caccia parassita McDonnell XF-85 Goblin nella seconda metà degli anni quaranta, l'USAF credeva ancora nelle possibilità offerte da un caccia trasportato da un bombardiere intercontinentale. L'obiettivo di una simile combinazione non erano più solo i compiti di scorta. Oltre ad utilizzare il cacciabombardiere come ricognitore, l'accoppiata Convair B-36 e Republic F-84 consentiva di usare il bombardiere per avvicinarsi all'obbiettivo, lasciando al più veloce a manovrabile cacciabombardiere il compito dell'attacco. Infatti in quegli anni avevano fatto la loro comparsa le prime testate nucleari tattiche che potevano essere imbarcate sul F-84. Il cacciabombardiere si sarebbe poi potuto riagganciare al velivolo madre o "portaerei volante" per il ritorno alla base.

## Sperimentazione
Inizialmente vennero impiegati un Republic F-84E Thunderjet (numero di serie 49-2115) ed un Convair RB-36F-1 (numero di serie 49-2707) successivamente ridesignato GRB-36F. Il bombardiere era stato modificato per ospitare uno speciale trapezio estensibile nel proprio vano bombe. A questo trapezio il caccia F-84 si sarebbe agganciato con un gancio retrattile installato nel muso. Il trapezio sarebbe rimasto chiuso durante le fasi di decollo e volo di crociera, per poi estendersi per le fasi di sgancio/riaggancio del caccia. Viste le dimensioni del Republic F-84, solo il dorso della fusoliera con l'abitacolo e il timone sarebbero entrati all'interno del vano bombe, lasciando fuori le ali e piani di coda. Il pilota del caccia poteva quindi lasciare il proprio velivolo quando questo era semiannegato nel vano bombe, consentendogli quindi di trascorrere il volo di trasferimento verso l'area della sua missione nella relativa comodità del bombardiere (simili voli potevano arrivare anche a 10 ore). A causa dell'incremento di carico dovuto al cacciabombardiere, l'autonomia si riduceva del 5 ÷ 10%.
Le prime prove del programma FICON iniziarono del 1952. La prima manovra di sgancio è del 9 gennaio, il primo recupero del 23 aprile e il primo volo completo della configurazione (dal decollo all'atterraggio) del 14 maggio. Nel 1953 la coppia GRB-36F/F-84E venne inviata alla base di Eglin, dove vennero compiute 170 prove di sgancio e recupero. Nel maggio 1953 l'F-84E Thunderjet venne sostituito con il più veloce F-84F Thunderstreak. Il velivolo utilizzato era il prototipo YRF-84F (inizialmente designato come YF-96A) (numero di serie 49-2430), modificato per l'impiego nel programma FICON e ridisegnato GRF-84F. Successivamente, quando fece la sua comparsa l'RF-84F Thunderflash, versione da ricognizione della serie F-84, gli obiettivi del programma FICON si orientarono verso scopi di ricognizione: l'RF-84F poteva sfruttare le sue dimensioni, manovrabilità e velocità per sorvolare obiettivi ben difesi raccogliendo immagini, mentre il bombardiere attendeva in zone più sicure. Poiché questo schema sembrava adatto per gli scopi di ricognizione a lungo raggio, l'USAF ordinò che 10 Convair RB-36D di produzione di serie venissero convertiti in GRB-36D assieme a 25 caccia-ricognitori RF-84K. L'RF-84K differiva dal RF-84F per avere un gancio retrattile e piani di coda a diedro negativo per meglio inserirsi nel vano bombe del B-36. Inoltre manteneva l'armamento di 4 mitragliatrici da 12,7mm, in modo da poter comunque operare anche come caccia di scorta. L'RF-84-K poteva essere rilasciato fino ad altitudini di 7.550 m, ed estendeva di ulteriori 1.900 km il ragguardevole raggio operativo di 4.500 km del B-36.

## In servizio
Il sistema FICON vide un limitato impiego operativo con lo Strategic Air Command tra il 1955 e il 1956. I bombardieri GRB-36B del 99° Strategic Reconnaissance Wing della base di Fairchild operarono con i ricognitori del 91° Strategic Reconnaissance Squadron della base di Larson.
Le prove di volo seguenti dimostrarono che sebbene l'idea del Progetto FICON fosse valida dal punto di vista strategico il suo utilizzo operativo si rivelava difficoltoso. Le operazioni di recupero rappresentavano comunque una sfida per gli esperti collaudatori in condizioni meteo ideali. In combattimento o in condizioni di tempo avverso simili manovre erano rischiose per i piloti meno esperti, infatti diversi RF-84K rimasero danneggiati durante le manovre di attracco. Inoltre l'installazione del RF-84 nel vano bombe aveva drasticamente ridotto la luce da terra del bombardiere, portandola a soli 6 cm quando il cacciabombardiere era equipaggiato con serbatoi ausiliari. Queste difficoltà, in aggiunta all'entrata in servizio del ricognitore Lockheed U-2 e all'età ormai avanzata dei B-36 (gli ultimi esemplari vennero ritirati dal servizio nel 1959), portarono alla cancellazione del programma FICON nel 1956. L'ultimo volo della combinazione ebbe luogo il 27 aprile di quell'anno.